# 三松 (福岡県)
株式会社SANMATSU（旧三松）は福岡県筑紫野市に本社を置く、金属加工及び装置開発組立を主とする少ロット製造代行会社である。

## 事業所
- 本社/工場 -　福岡県筑紫野市
- SID-E7（開発支援組立工場）-　福岡県筑紫野市
- 夜須工場 - 福岡県朝倉郡筑前町
- 東京支店　-　東京都練馬区
- ハノイ事務所　-　ベトナム　ハノイ市

## 主な事業内容
- シートメタル加工
- 各種機械装置の組立（アッセンブリー）
- FAロボット装置の開発製造

## 生産品目
- 精密加工機械部品
- IC関連装置
- 建築部品
- 食品機械
- 業務用厨房
- 医療機械
- 液晶関連装置
- 通信インフラ設備
- 電子部品
- 車両部品
- 事務用機器
- 農林水産機械
- 水処理装置
- 生ごみ処理機

その他 